# 옥문관

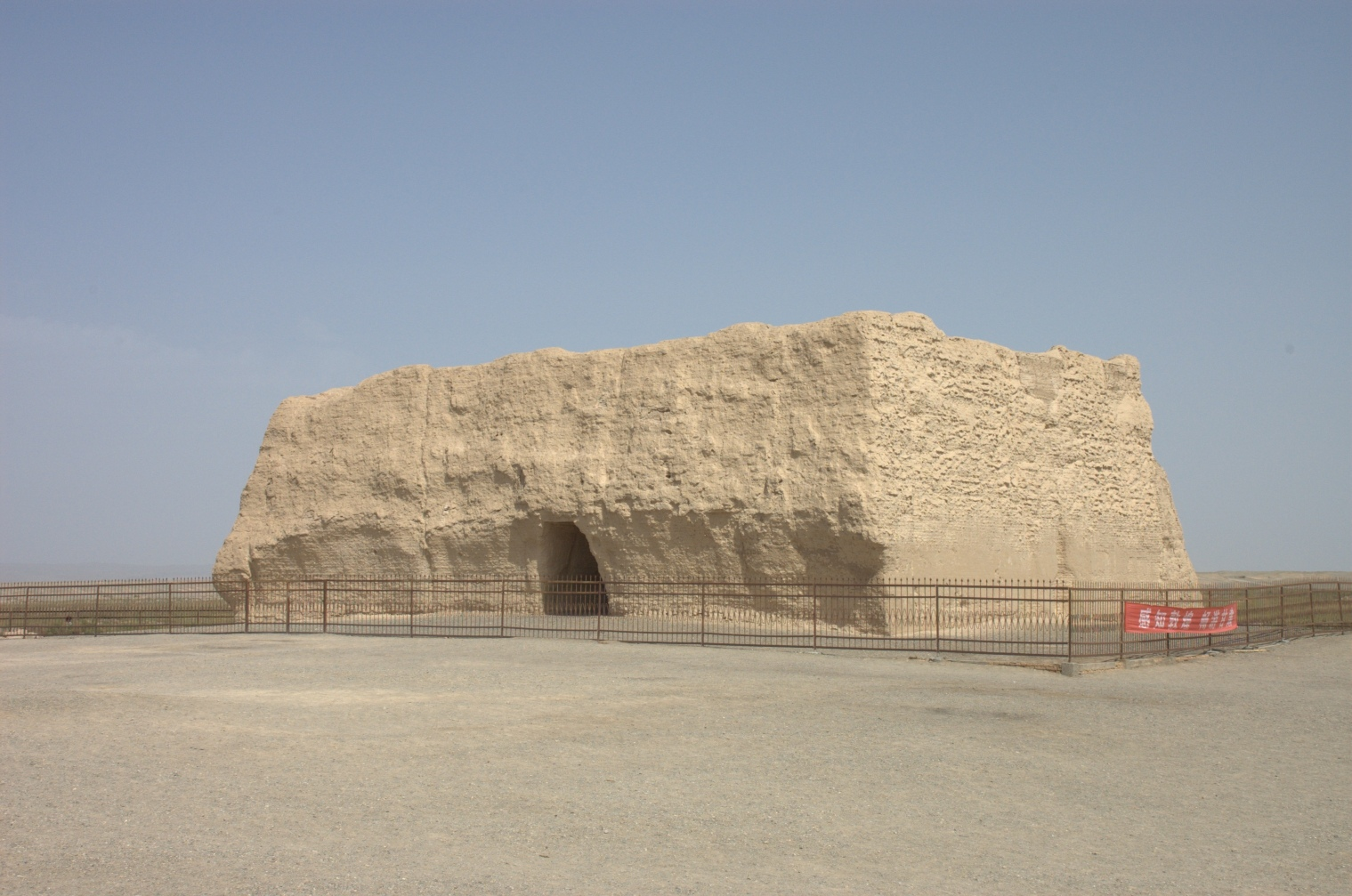

옥문관(중국어 간체자: 玉门关, 정체자: 玉門關, 병음: Yùmén Guān)은 만리장성의 서쪽의 끝이다. 둔황시의 서북쪽으로 98km 떨어진 곳에 위치한 옥문관은 실크로드의 중요한 관문 역할을 했던 곳이다.

## 개요
남쪽으로는 양관(陽關)이, 북쪽으로는 옥문관이 변경을 지키기 위해 서 있어 서역으로 통하는 중요한 역할을 하였다. 한나라와 당나라 두 나라에 의해 건립되었다. 현재의 옥문관은 당나라 시대에 만들어진 유적지이다. 이곳은 그 당시의 많은 시인묵객들의 소재로 사용되었다.
1988년 옥문관은 전국중점문물보호단위로 지정되었다.

## 같이 보기
- 양관
- 가욕관
- 산해관
- 만리장성
- 서북공정
- 동북공정